# Marc Schnatterer
Marc Schnatterer (Heilbronn, 18 november 1985) is een Duits professioneel voetballer. Hij speelt sinds 2008 als aanvallend middenvelder voor de Duitse club 1. FC Heidenheim 1846. In het seizoen 2010/11 was hij de op een na beste doelpuntenmaker van het team. In het seizoen 2011/12 was Schnatterer de beste speler in de derde divisie. Zijn contract bij FC Heidenheim werd verlengd tot 2015.